# Hookeriopsis diversifolia
Hookeriopsis diversifolia là một loài Rêu trong họ Hookeriaceae. Loài này được (Renauld & Cardot) Broth. ex Cardot mô tả khoa học đầu tiên năm 1915.